# Glossolepis pseudoincisus
Glossolepis pseudoincisus é uma espécie de peixe da família Melanotaeniidae.
Pode ser encontrada nos seguintes países: Indonésia (Nova Guiné Ocidental) e Papua-Nova Guiné.